# Вільчковиці (Краківський повіт)
Вільчковіце (пол. Wilczkowice) — село в Польщі, у гміні Міхаловіце Краківського повіту Малопольського воєводства.
Населення — 390 осіб (2011).
У 1975-1998 роках село належало до Краківського воєводства.

## Демографія
Демографічна структура станом на 31 березня 2011 року:
|          | Загалом | Допрацездатний вік | Працездатний вік | Постпрацездатний вік |
| -------- | ------- | ------------------ | ---------------- | -------------------- |
| Чоловіки | 196     | 33                 | 148              | 15                   |
| Жінки    | 194     | 38                 | 115              | 41                   |
| Разом    | 390     | 71                 | 263              | 56                   |